# جف اندرو
جف اندرو (انگلیسی: Geoff Andrew؛ زادهٔ ۱۹۵۴) نویسنده و مدرس بریتانیایی در زمینه سینما، و در حال حاضر طرح‌ریز انستیتوی فیلم بریتانیا در ساوت بانک است. پس از تحصیل در مدرسه گرامر نورث همپتون و کسب درجه اول کلاسیک در کینگز کالج کمبریج، اندرو چند سال در سینمای الکتریک لندن در ناتینگ هیل برنامه‌نویس بود و سپس سردبیر و منتقد اصلی بخش فیلم تایم اوت شد.
در میان دیگر زمینه‌های فیلم، او علاقه خاصی به سینمای فرانسه از خود نشان داده‌است. در سال ۲۰۰۹، دولت فرانسه به خاطر نقشی که اندرو در سینمای فرانسه داشت، از او با عنوان شوالیه و نشان هنر و ادب تقدیر کرد. 
اندرو در نظرسنجی منتقدان سایت اند ساند در سال ۲۰۱۲ شرکت کرد و ده فیلم مورد علاقه خود را به شرح زیر فهرست کرد: آتالانت، همشهری کین، ژنرال، منشی همه‌کاره او، مرگ سرخ، شب من نزد مود، اردت، پرسونا، ده و داستان توکیو.